# Juliusz Karol Ostrowski
Juliusz Karol Ignacy Stanisław Kostka Ostrowski, hrabia herbu Rawicz (ur. 16 stycznia 1854 w Warszawie, zm. 12 marca 1917 w Glion, Szwajcaria) – historyk, prawnik, heraldyk polski, konserwatywny działacz katolicki, kolekcjoner malarstwa polskiego.

## Biografia

### Stosunki rodzinne
Był synem Stanisława Ostrowskiego, uczestnika powstania listopadowego, pracownika francuskiego Ministerstwa Robót Publicznych, właściciela ziemskiego, filantropa, i Heleny ze Skrzyńskich. Jego dziadkiem był gen. Antoni Jan Ostrowski, pradziadkiem Tomasz Adam Ostrowski, podskarbi nadworny za czasów Stanisława Augusta. Miał syna Stanisława (w zakonie Jozafata) (1890-1939), benedyktyna, historyka, bibliotekarza, zajmującego się badaniami bibliologicznymi i sfragistycznymi, i Jana Krystyna (1894-1981), dendrologa, tłumacza, właściciela dóbr ujezdzkich.

### Edukacja i działalność publiczna
Ukończył studia historyczne 1877 w Lowanium i prawnicze w Brukseli. W 1889 odziedziczył po ojcu dobra ujezdzkie, stając się jednym z najbogatszych właścicieli ziemskich w Królestwie Polskim. W 1893 został rosyjskim kamerjunkrem, a następnie szambelanem (1905).

### Badania heraldyczne
Pasją Juliusza Ostrowskiego była heraldyka. Obiektem badań uczynił nie tylko rody z ziem dawnej Rzeczypospolitej, ale też Śląska, Pomorza Zachodniego, Kurlandii. Od 1896 do 1914 wydawał Księgę herbową rodów polskich. Dzieło to stanowi istotne osiągnięcie w okresie poprzedzającym narodziny naukowej heraldyki polskiej.

### Działalność w organizacjach katolickich
W 1905 był jednym z inicjatorów powołania Związku Katolickiego, który stawiał sobie za cel dotarcie do robotników i chłopów poprzez zakładanie domów ludowych. 29 IV 1907 został wybrany prezesem Związku Katolickiego w Warszawie (włączonego do Akcji Katolickiej). W poglądach na sprawy robotnicze podążał za wytycznymi papieża Leona XIII. Tłumaczył dzieła i broszury katolickie i finansował ich wydawanie. Należał do tajnej, międzynarodowej organizacji katolików-integrystów, skrajnych przeciwników modernizmu. Był szambelanem papieskim i kawalerem maltańskim.

### Działalność społeczna
Juliusz Ostrowski ufundował przytułek dla sierot katolickich w Tomaszowie Mazowieckim przy ul. Głowackiego. Łożył znaczne środki na rozbudowę kościoła parafialnego pw. św. Antoniego w Tomaszowie Mazowieckim, na urządzenie szpitala miejskiego św. Stanisława i na utworzenie Szkoły Handlowej z językiem polskim.

### Kolekcje sztuki
Juliusz Ostrowski był pasjonatem sztuki i kolekcjonerem wielu dzieł artystów polskich i zagranicznych. Wspomagał finansowo wielu młodych artystów. Przyjaźnił się z Janem Styką, który namalował jego portret. W 1912 współorganizował w Tomaszowie Mazowieckim wielką wystawę malarstwa krajowego i zagranicznego. Prawie połowa wystawianych obrazów pochodziła ze zbiorów Juliusza Ostrowskiego. Bogate zbiory Juliusza Ostrowskiego, przechowywane w pałacach Ostrowskich w Warszawie, Ujeździe i Tomaszowie Mazowieckim, niemal całkowicie zostały zagrabione przez hitlerowców.